# Свінг (секс)

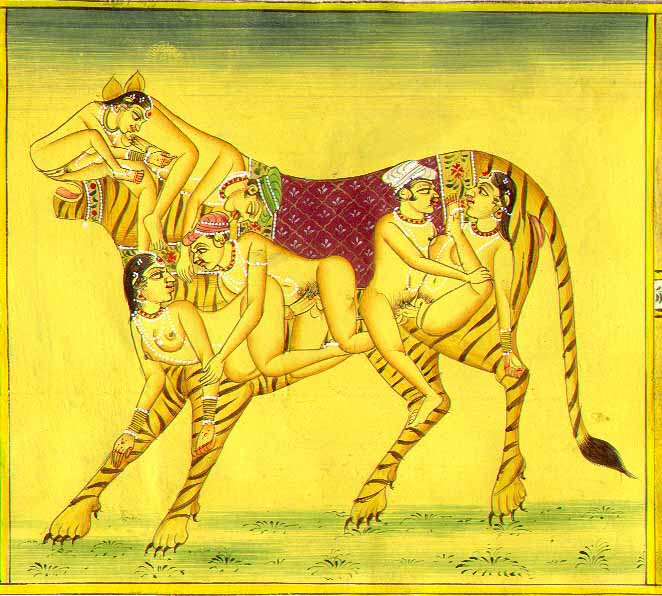
Ілюстрація з Камасутри

Загальний символ поліаморії

Прапор поліаморії

Свінг (англ. swing) — нерегулярний, короткочасний взаємоузгоджений обмін сексуальними партнерами для сексу.

## Термінологія
Свінг передбачає наявність постійних пар (включаючи й сімейні), які обмінюються партнерами. Зазвичай сім'ї захоплено спільно розважаються приблизно півроку-рік. Клуби для свінгерів називаються свінг-клуб (також секс-клуб, лайфстайл клуб, не плутати із клубом, де виконують музику свінг), в які приймаються пари, що тільки склалися. Адепти свінгу наполягають, що їх сексуальна активність не підриває довіри між постійними партнерами, виключає випадкові контакти (зокрема ризик зараження венеричними захворюваннями) і дозволяє урізноманітнити сексуальне життя. Свінг вважають однією із форм поліаморії. Цей термін поліаморія частіше використовують для назви довготривалих відносин, хоча існує думка, що гібридний термін («полі» — грецьке, «амор» — латиною) не слід вживати, для заміни пропонується «поліфілія» або «мультіаморія». Прихильники поліаморії, поліаморісти, утворюють комуни в основному у США і Європі, тобто як правило в країнах, де полігамія, тобто шлюб з кількома партнерами, нелегальна. При цьому можуть існувати як відкриті стосунки, коли члени поліаморної сім'ї мають випадкові зв'язки за межами групи, так і поліексклюзив (багатовірність) — зв'язки лише в межах групи й нові члени приймаються лише за згодою всіх інших. Походження таких комун пов'язане з подальшим розвитком руху за вільне кохання, яке пропагували хіпі. Подібні відносини існували навіть у середньовіччі, наприклад в деяких сектах — крикуни (ranters), Брати й сестри вільного духу (Brethren of the Free Spirit) та ін.
У свінг любовні пари зазвичай приходять на третьому-п'ятому році свого спілкування. Вважається, що саме в цей час подружній секс набуває деякої монотонності.
Моногамний груповий секс або секс в одній кімнаті — секс в одному приміщенні, але в роздільних парах, без обміну партнерами або іншої сексуальної активності між парами.

## Види й позначення відносин
У тріад або трійки, відносини можна визначити, як формування трикутника або «V». У трикутнику всі три партнери безпосередньо пов'язані й пов'язані один з одним з приблизно однаковою силою. У «V», два з трьох мають істотно більш міцні зв'язки, ніж третій. Емоційні й сексуальні аспекти відносин можуть відрізнятися в цьому відношенні, так що це можливо, наприклад, для опису відносин у вигляді трикутника емоційно, але V сексуально. З'єднувальний елемент відносин V іноді згадується як «шарнір» або «стрижень».
За аналогією інші види, таких як «N» або «U» четвірка або «W» п'ятірка геометрії («Z» і «М» є еквівалентами «N» і «W» в цьому відношенні), кожен намагається символізувати більш значними зв'язками в групі за аналогією з формою літери, і, звичайно, не всі комбінації мають аналоги у формі літери.

## Види зустрічей
Вечірки або секс-паті можуть бути організовані, щоб гості розважались у випадкових сексуальних актах або для зустрічей свінг-пар або людей, зацікавлених груповим сексом, щоб зустрітися. Але будь-які збори, де сексуальна активність очікується можна назвати секс-паті.
Інтерес до таких вечірок підігрівається в ЗМІ, які стверджують, що така популярність вечірок швидко зростає, особливо серед підлітків.
Основні види вечірок:
- Свінгер-паті — це вечірка для обміну партнерами, при якій окремі особи або пари в серйозних відносинах можуть брати участь у діяльності сексуального характеру з іншими як рекреаційній або громадській діяльності. Свінгінг може мати місце в різних контекстах, як спонтанна сексуальна активність на неформальних зустрічах друзів, так і регулярні збори у секс-клубі (або свінгер клуб) або місцях проживання.

Партнери можуть брати участь у проникному сексі, відомий як «повний своп», або вибрати «м'який своп», в якому вони беруть участь тільки в непроникному сексі. Новачки часто вибирають м'який своп, перш ніж приєднатись до повного свопу, хоча багато пар залишаються в м'якому свопі з особистих причин. Альтернативне визначення м'який свінгінг — коли пара бере участь в сексуальних діях з тільки один з одним, тоді як інші пари виконують статеві акти в безпосередній близькості.
- Ключова вечірка

Кей-паті є однією з форм свінгер вечірки, в яких партнери-чоловіки розміщають свої ключі від будинку чи авто в загальну миску або мішок після прибуття. Наприкінці вечора жінки випадковим чином вибирають ключі й залишаються з їх власником. Це практика 1970-х років нині критикується як андроцентричність, де передбачається, що партнери, які беруть участь одружені й гетеросексуальні пари, за те, що чоловіки контролюють сексуальну активність.
- Веселкова (райдужна) вечірка (рейнбоу-паті)

- Бунга-бунга

Оргії — збори, де гості можуть вільно брати участь у відкритій і нестримній сексуальній активності або груповому сексі. Бунга-бунга є оргією, в якій учасники займаються сексом у воді, наприклад, у басейні або джакузі (може бути пов'язане з видом фетиша — аквафілія). Набула широкої відомості в пресі у зв'язку зі скандалом довкола Берлусконі.

## Види свінгу
- М'який свінг — прелюдія з іншими партнерами, іноді з оральним сексом, але без вагінального проникнення
- Закритий свінг — обмін партнерами на уїк-енд для класичного сексуального контакту на самоті.
- Відкритий свінг — груповий секс двох або більше пар з обміном партнерами на очах один в одного.

## Поширення у світі
Зараз є бум свінгу по всій західній цивілізації. Більшість великих міст у Західній Європі мають принаймні один клуб свінгерів. Найбільш повний перелік доступний англійською (http://clubsandparties.com) нараховує 61 у Нідерландах, 54 у Бельгії, 107 у Франції, 117 в Німеччині, 152 в Італії, 113 в Іспанії, 23 в Австрії й 9 у Швейцарії. Париж має 40. Велика кількість в Нідерландах включає відомі досить, щоб бути міжнародним туристичним об'єктом. Кап Даг (Cap-d'Agde), знамените нудистське місто на півдні Франції в департаменті Еро, з населенням 40 000 у літні місяці, багато хто з них свінгери. Воно налічує близько пів дюжини свінгер клубів і горезвісний «дорослий пляж», де люди займаються сексом в дюнах увечері.
Є близько 400 клубів в Північній Америці й ряд курортів в Карибському морі. Австралія має більш ніж 90 клубів. Вони поширилися в Новій Зеландії, Південній Африці, Східній Європі та Південній Америці й Малайзії.
123 клуби свінгерів у Великій Британії, більше, ніж у Франції (107), але тут вони набагато кращі. У Франції ці клуби мають ринкову нішу в індустрії розваг. Хоча стандарти змінюються клуби, як правило, розумні, ліцензовані, добре оснащені, включають танц-поли й ресторани, й мають привабливі плейруми — ігрові кімнати (для сексу, на відміну від суто соціальних зон). На знак визнання величезної популярності свінгу французький уряд працює над програмою безпечного сексу безпосередньо призначеною для відвідувачів клубів.